# جيوان
جيوان (بالصينية: 济源市) هي مدينة على مستوى مقاطعة، ومدينة على مستوى محافظة فرعية، في الصين، تقع في خنان، وجياوتسو، بلغ عدد سكانها 733,000  نسمة وذلك حسب إحصائيات سنة 2016، تبلغ مساحتها 1,931 كيلومتر مربع، رمزها البريدي هو 459000.

## التقسيمات الإدارية
- Dayu, Jiyuan [الإنجليزية]‏.